# Karlung (sockenhuvudort i Kina, Tibet Autonomous Region, lat 29,04, long 90,49)
Karlung (kinesiska: 卡龙, 东嘎区, 卡龙乡) är en sockenhuvudort i Kina. Den ligger i den autonoma regionen Tibet, i den sydvästra delen av landet, omkring 93 kilometer sydväst om regionhuvudstaden Lhasa. Antalet invånare är 1 950. Befolkningen består av 973 kvinnor och 977 män. Barn under 15 år utgör 23,0 %, vuxna 15-64 år 70 %, och äldre över 65 år 6,0 %.
Runt Karlung är det mycket glesbefolkat, med 4 invånare per kvadratkilometer. Det finns inga andra samhällen i närheten. 
Genomsnittlig årsnederbörd är 977 millimeter. Den regnigaste månaden är juli, med i genomsnitt 240 mm nederbörd, och den torraste är december, med 12 mm nederbörd.